# Klaus Unterberger
Klaus Unterberger (geb. 16. Februar 1962) ist ein österreichischer Redakteur.

## Leben
Nach dem Studium der Politikwissenschaft und Kommunikationswissenschaft an der Universität Wien war er von 1995 bis 2007 Lehrbeauftragter am Institut für Staatswissenschaft der Universität Wien.
Seit 1983 ist Klaus Unterberger beim ORF als Redakteur im Bereich Fernsehen und Information tätig, wo er für die Gestaltung von Berichten und Reportagen sowie Abwicklung von Live-Sendungen wie u. a. Ohne Maulkorb, Betrifft, Argumente, Bürgerforum oder Konflikte zuständig war bzw. ist. Zudem ist er Gestalter von Dokumentationen (zuletzt 2014 Vision Possible – Zukunftsprojekt Europa im Rahmen der Reihe Menschen & Mächte) und moderiert fallweise die ORF-Bürgerrechtssendung Bürgeranwalt.
Seit 2007 ist er auch Leiter des Public-Value-Kompetenzzentrums des ORF und damit verantwortlich für Maßnahmen der Qualitätssicherung, der externen und internen Kommunikation und internationalen Kontakte zu Fragen öffentlich-rechtlicher Kernkompetenz. Weiters ist er seit 2013 auch ein Mitglied des ORF-Ethikrats. 1990 wurde Klaus Unterberger mit dem Konrad-Lorenz-Staatspreis ausgezeichnet.
Bei den damaligen Auseinandersetzungen von ORF-Redakteuren mit der ORF-Führung in der Ära der ÖVP-FPÖ-Koalition unter Bundeskanzler Wolfgang Schüssel „Schwarz-Blau“ von 2000 bis 2006 spielte er offensichtlich eine strategische Rolle in der „Revolte“ gegen den damaligen ORF-Info-Chef Werner Mück und die damalige ORF-Generalintendantin Monika Lindner.